# Alma caribeña
Alma caribeña es el título del noveno álbum de estudio en solitario y el tercero realizado en español grabado por la cantautora cubano-estadounidense Gloria Estefan. Fue lanzado al mercado bajo el sello discográfico Epic Records el 23 de mayo de 2000. Vendió más de 5,2 millones de copias a nivel mundial.

## Recepción de la crítica
En la 43°. anual de los Premios Grammy, el álbum ganó el premio "Mejor Álbum Tradicional Tropical", dando a Estefan su tercer triunfo en esta categoría. También en el 1°. premio anual de los Premios Grammy Latinos, el video para el primer sencillo "No me dejes de querer", dirigido por Emilio Estefan, Jr. y Gloria Estefan, ganó el "Mejor Video Musical". El álbum vendió más de 1 millón de copias fuera de Estados Unidos. Fue nominado al "Álbum Pop del Año" en los Premios Lo Nuestro de 2001.

## Lista de canciones
| Worldwide Track Listing |                                                                |                                                                             |          |  |
| N.º                     | Título                                                         | Escritor(es)                                                                | Duración |  |
| 1.                      | «Por un beso»                                                  | Roberto Bladés                                                              | 5:02     |  |
| 2.                      | «Punto de referencia»                                          | Roberto Bladés · Angie Chirino · Emilio Estefan Jr.                         | 4:51     |  |
| 3.                      | «Dame otra oportunidad»                                        | Hernan "Teddy" Mulet · Roberto Bladés · George Noriega · Emilio Estefan Jr. | 4:04     |  |
| 4.                      | «Cómo me duele perderte»                                       | Marco Flores                                                                | 4:28     |  |
| 5.                      | «Te tengo a ti»                                                | George Noriega · Roberto Bladés · Emilio Estefan Jr.                        | 3:56     |  |
| 6.                      | «Tres gotas de agua bendita» (Dúo con Celia Cruz)              | René L. Toledo                                                              | 4:18     |  |
| 7.                      | «Nuestra felicidad»                                            | Roberto Bladés · Sal Cuevas                                                 | 3:00     |  |
| 8.                      | «La flor y tu amor»                                            | René L. Toledo                                                              | 4:23     |  |
| 9.                      | «Me voy»                                                       | Marco Flores                                                                | 5:01     |  |
| 10.                     | «Sólo por tu amor»                                             | Randall M. Barlow                                                           | 4:03     |  |
| 11.                     | «Tengo que decirte algo» (Dúo con José Feliciano)              | Roberto Bladés                                                              | 3:19     |  |
| 12.                     | «No me dejes de querer»                                        | Gloria M. Estefan · Emilio Estefan Jr. · Roberto Bladés                     | 3:37     |  |
| 13.                     | «No me dejes de querer» ("Flores" Del Caribe Mix - Radio Edit) | Gloria M. Estefan · Emilio Estefan Jr. · Roberto Bladés                     | 4:43     |  |

| Japan CD Bonus Track |                                                            |                                                         |          |  |
| N.º                  | Título                                                     | Escritor(es)                                            | Duración |  |
| 14.                  | «No me dejes de querer» (Versión acústica / aka Unplugged) | Gloria M. Estefan · Emilio Estefan Jr. · Roberto Bladés | 3:27     |  |

| U.S. Limited Edition (Exclusive Warehouse Music Release) Bonus CD |                                     |                                                         |          |  |
| N.º                                                               | Título                              | Escritor(es)                                            | Duración |  |
| 1.                                                                | «No me dejes de querer» (Unplugged) | Gloria M. Estefan · Emilio Estefan Jr. · Roberto Bladés | 3:27     |  |

| U.S. Advanced Promo CD (ESK 12780) |                                                                |                                                                             |          |  |
| N.º                                | Título                                                         | Escritor(es)                                                                | Duración |  |
| 1.                                 | «No me dejes de querer»                                        | Gloria M. Estefan · Emilio Estefan Jr. · Roberto Bladés                     | 3:37     |  |
| 2.                                 | «Por un beso»                                                  | Roberto Bladés                                                              | 5:01     |  |
| 3.                                 | «Punto de referencia»                                          | Roberto Bladés · Angie Chirino · Emilio Estefan Jr.                         | 4:51     |  |
| 4.                                 | «Dame otra oportunidad»                                        | Hernan "Teddy" Mulet · Roberto Bladés · George Noriega · Emilio Estefan Jr. | 4:04     |  |
| 5.                                 | «Cómo me duele perderte»                                       | Marco Flores                                                                | 4:28     |  |
| 6.                                 | «Te tengo a ti»                                                | George Noriega · Roberto Bladés · Emilio Estefan Jr.                        | 3:56     |  |
| 7.                                 | «Tres gotas de agua bendita» (Dúo con Celia Cruz)              | René L. Toledo                                                              | 4:18     |  |
| 8.                                 | «Nuestra felicidad»                                            | Roberto Bladés · Sal Cuevas                                                 | 3:00     |  |
| 9.                                 | «La flor y tu amor»                                            | René L. Toledo                                                              | 4:23     |  |
| 10.                                | «Me voy»                                                       | Marco Flores                                                                | 5:01     |  |
| 11.                                | «Sólo por tu amor»                                             | Randall M. Barlow                                                           | 4:03     |  |
| 12.                                | «Tengo que decirte algo» (Dúo con José Feliciano)              | Roberto Bladés                                                              | 3:18     |  |
| 13.                                | «No me dejes de querer» ("Flores" Del Caribe Mix - Radio Edit) | Gloria M. Estefan · Emilio Estefan Jr. · Roberto Bladés                     | 4:43     |  |

## Posiciones

### Listas semanales
| Lista (2000)                       | Posición más alta |
| ---------------------------------- | ----------------- |
| Austria (Ö3 Austria)               | 50                |
| Francia (SNEP)                     | 41                |
| Alemania (Media Control Charts)    | 18                |
| Italia (FIMI)                      | 11                |
| Spanish Albums (Promusicae)        | 1                 |
| Suiza (Schweizer Hitparade)        | 9                 |
| Reino Unido (UK Albums Chart)      | 44                |
| Estados Unidos (Billboard 200)     | 50                |
| Estados Unidos (Top Latin Albums)  | 1                 |
| Estados Unidos (Tropical Albums)   | 1                 |
| U.S. Billboard Top Internet Albums | 15                |

### Sucesión y posicionamiento
| Predecesor: The Ultimate Collection de Barry White | España PROMUSICAE Spanish Charts Albums — Álbum N°. 1 15 de mayo de 2000 - 21 de mayo de 2000 | Sucesor: The Ultimate Collection de Barry White |

| Predecesor: Son by Four de Son by Four | U.S. Billboard Top Latin Albums — Álbum N°. 1 10 de junio de 2000 - 28 de julio de 2000 | Sucesor: Son by Four de Son by Four |

| Predecesor: Son by Four de Son by Four | U.S. Billboard Tropical/Salsa Albums — Álbum N°. 1 10 de junio de 2000 - 28 de julio de 2000 | Sucesor: Son by Four de Son by Four |

## Certificaciones
| País                                                                 | Certificación | Ventas   |
| -------------------------------------------------------------------- | ------------- | -------- |
| Argentina (CAPIF)                                                    | Platino       | 60 000x  |
| México                                                               | 2× Platino    | 300 000^ |
| España                                                               | 4× Platino    | 400 000^ |
| Estados Unidos                                                       | Oro           | 500 000^ |
| ^ cifras de envíos sobre la base de la certificación por sí sola     |               |          |
| x cifras no especificadas sobre base de la certificación por sí sola |               |          |